# Gil Grissom
Gilbert "Gil" Grissom es un personaje de ficción encarnado por el actor y productor William Petersen en la serie de televisión CSI: Crime Scene Investigation, emitida en la cadena CBS.
Grissom fue el supervisor del turno de noche de la unidad CSI del Condado de Clark, Nevada. Criminalista y biólogo experto en entomología, junto a su equipo investigaba los crímenes que ocurrían en la ciudad de Las Vegas. En la serie, jugó un importante rol, pudiendo ser considerado el protagonista.
La productora y guionista de CSI: Crime Scene Investigation, Carol Mendelsohn, considera a Grissom como el centro del show, y en las nueve temporadas de la serie, hasta su retiro del elenco, apareció en todos los episodios, salvo en Hollywood Brass de la quinta temporada, Gum Drops, The Unusual Suspect de la sexta temporada, Sweet Jane y Redrum de la séptima temporada. Su última aparición como parte del reparto fue el episodio One to Go de la novena temporada, aunque en Turn, Turn, Turn, episodio de la misma, podemos escuchar su voz. También podemos escuchar su voz en el episodio The Two Mrs. Grissom de la undécima temporada cuando habla por teléfono con Sara Sidle diciéndole que aún sigue en Perú al parecer trabajando como asesor del Gobierno.
Grissom ha recibido respuestas positivas de la crítica, consiguiendo alcanzar el número 82 en la lista de los personajes de televisión más grandes de todos los tiempos de Bravo (Bravo's list of Greatest Television Characters of All Time), junto con su amiga y excolega Catherine Willows. One to Go, episodio final de Grissom, fue visto por más de 23 millones de espectadores.
Según lo confirmado por la CBS, y el propio William Petersen, Grissom no regresará al programa, pero se ha confirmado que retornará al laboratorio CSI en una película, la cual fue transmitida a finales de 2015.

## Creación y desarrollo
Anthony E. Zuiker, creador de la serie, basó el personaje de Grissom en el criminalista del Departamento Metropolitano de Policía de Las Vegas, Daniel Holstein. Zuiker quedó fascinado por Holstein, que, al igual que Grissom, mantenía gusanos y sangre de cerdo en su refrigerador. Holstein trabaja como consultor para el programa. Zuiker llamó inicialmente al personaje "Gil Sheinbaum", pero después de William Petersen pasara a formar parte del elenco, pidió que el nombre fuera cambiado. Ambos decidieron cambiar el apellido del personaje de "Sheinbaum" a "Grissom", inspirados en el astronauta estadounidense Virgil Grissom, del cual Petersen era un gran admirador. El nombre "Gil" provino de uno de los pasatiempos del actor, la pesca.
En el 2000, la cadena CBS compró el guion del episodio Pilot de Zuiker. Nina Tassler, cabeza de la CBS en el desarrollo de dramas, aprobó a Petersen, quien tuvo un contrato "pay or play" (de garantía) con la cadena. Petersen ha dicho que muchos programas de televisión se le ofrecieron en los últimos años, pero que no quería cerrar nada. Sin embargo, quedó impresionado con la complejidad del personaje de Grissom, por lo que decidió hacer una audición. Era la segunda vez que Petersen interpretaba a un científico forense, ya que había interpretado anteriormente a Will Graham en la película Manhunter de 1986.

## Apariciones

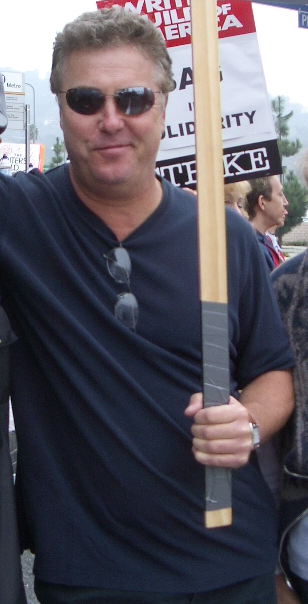
William Petersen, actor que encarna a Grissom, en el 2007.

Gil Grissom apareció por primera vez en CSI: Crime Scene Investigation en el episodio Pilot. Grissom participó de casi todos los episodios a lo largo de los ocho años en donde estuvo en el programa, excepto en "Hollywood Brass" de la quinta temporada, un episodio que se desarrolla exclusivamente en torno a Jim Brass. En aquel episodio, sólo otros tres personajes del reparto principal de la serie participaron.
William Petersen tampoco apareció en el episodio Gum Drops de la sexta temporada. Este episodio originalmente describía como Grissom estaba convencido de que una víctima de secuestro estaba todavía viva. Cuando el sobrino de Petersen falleció, este corrió a casa y no estuvo disponible para la filmación del episodio, que finalmente, fue reescrito para centrarse en el mismo guion, pero girando en torno al CSI Nick Stokes.
Durante el año 2007 (séptima temporada de CSI), Petersen tomó un descanso de CSI para aparecer por cinco semanas en el Trinity Repertory Company, en una producción de Dublín Carol, en Providence, Rhode Island. Debido a la ausencia de Petersen, Grissom se tomó unos meses sabáticos, siendo sustituido por Michael Keppler (Liev Schreiber), que desarrolló un pequeño arco narrativo en los episodios Sweet Jane, Redrum y Meet Market.
Carol Mendelsohn, uno de los productores y guionistas del programa considera a Grissom como el centro del espectáculo, debido a que juega un papel importante en la mayoría de los episodios, aunque no es siempre el centro del guion, por ejemplo, Grave Danger, Gum Drops y Turn, Turn, Turn se centran en Nick, y The Execution of Catherine Willows, Weeping Willows y Built To Kill, Part 2 alrededor de Catherine.

### Reacción del público
Este personaje de ficción tiene un amplio fandom. Hay más de un millar de vídeos sobre Grissom en páginas como YouTube y otros miles que ahondan en su relación con Sara Sidle. De los más de veinte mil fanfiction registrados en el sitio FanFiction.Net, más de la mitad incluyen a Grissom. Hay también muchos otros sitios que actualizan noticias diarias sobre el estado de Gil Grissom en CSI o las actividades de la vida real de William Petersen.
El GSR ("Grissom/Sara Romance", la abreviatura es un juego de palabras que hace referencia al término “gunshot residue”, a menudo utilizado en CSI) ha acumulado una gran cantidad de fanes durante años, llegado a acumular algunas páginas miles de visitas semanales. Algunos fanes lo consideran un shipping (romance) muy similar al de Mulder y Scully en la serie X-Files. Desde el principio, ambos shows mostraron gran química entre los dos compañeros de trabajo, lo que llevó a los espectadores suponer que pronto entablarían una relación formal, cuando en realidad, durante gran parte de la serie mantienen una relación platónica y una tensión sexual no resuelta. Curiosamente, en ambas series, las parejas se besaron por primera vez en la octava temporada.
El 27 de septiembre de 2007, después de que se estrenara la octava temporada de CSI, un modelo en miniatura de la oficina de Grissom (que se pudo observar en construcción durante la séptima temporada) se puso a subasta en eBay. La subasta finalizó el 7 de octubre con el precio de 15.600 dólares, que la CBS donó a la National CASA Association (Asociación Nacional CASA).

## Biografía

### Vida de familia
Grissom nació el 17 de agosto de 1956 en Santa Mónica, California. Creció en Marina del Rey en una familia de clase media. Su padre era un botánico y su madre llevaba una galería de arte en Venecia. El padre de Grissom murió cuando él tenía nueve años y fue quien inspiró a Gil el amor por las ciencias naturales. Grissom rememoró el día en que su padre murió a su compañera Catherine Willows en el episodio Still Life con las siguientes palabras:
Vino de la escuela, un día caluroso, y se tumbó en el sofá. Yo estaba viendo la televisión, mi mamá trajo unos refrescos, pero ella no pudo despertarle. Nadie me dijo el porqué.
La madre de Grissom, que era sorda debido a una otosclerosis, fue la responsable del interés de Gil por los libros. Como consecuencia de la discapacidad de su madre, Grissom conoce a la perfección el lenguaje de señas americano a fin de comunicarse con ella, y también sabe leer los labios. Él heredó la misma enfermedad degenerativa de su madre, lo que casi le condujo a la pérdida de su sentido del oído, pero tras una cirugía correctiva sus problemas de audición nunca volvieron a surgir.
En el episodio Grissom Vs. the Volcano, Catherine cuenta como perdió un concurso de ciencia contra "un niño con algunas hormigas rojas". Más tarde, Nick también revela que perdió un concurso de ciencia similar, por lo que Gil les aconsejó que olvidaran aquel momento. Grissom era aquel chico con las hormigas.
Mientras crecía se convirtió en un ávido lector y un científico aficionado, ya realizaba autopsias a los cadáveres de animales que encontraba en su vecindario. En la segunda temporada le dijo a Warrick que en el instituto era "un fantasma", después de que le preguntasen a qué grupo en particular pertenecía. Cuando estaba en el colegio, Grissom financió su primera granja de cuerpos con las grandes ganancias que había obtenido de un juego de póquer. Al mismo tiempo, asistió a peleas de boxeo para aprender sobre el modelo de formaciones de las magulladuras en los cuerpos y la salpicadura de sangre de las heridas.
Heredó las raíces católicas de sus padres. En la séptima temporada le mencionó a Sara Sidle que ya no se consideraba un católico, sino más bien, practicaba un catolicismo secular, que implica ritualizar ciertos aspectos de la vida diaria e imbuirlos con una intensidad espiritual que no se puede poseer de otro modo.

### Carrera

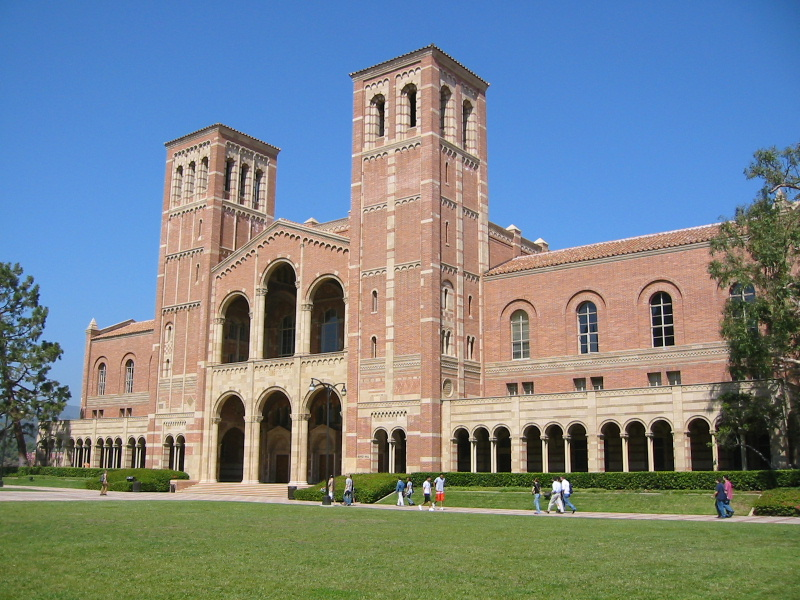
La Universidad de California en Los Ángeles, lugar donde estudió Grissom.

Se convirtió en entomólogo forense obteniendo una licenciatura en biología en la UCLA y su doctorado en la Universidad de Chicago. Comenzó su carrera como investigador de crímenes alrededor del año 1985. Gil mencionó que en una ocasión perdió un cuerpo en Minneapolis, por esté motivo pasó tanto tiempo en aquel lugar antes de encontrar trabajo en Las Vegas. Esto se menciona de nuevo cuando trabaja con su antiguo mentor, el Dr. Phillip Gerard (Raymond J. Barry), indicando que solía trabajar para él en el Condado de Hennepin, cuya sede está en Minneapolis. Grissom obtuvo el cargo de supervisor del equipo CSI del turno nocturno en el segundo episodio de la serie, después de que Jim Brass fuera degradado tras la muerte de su compañera de trabajo Holly Gribbs.
En la séptima temporada, Grissom se tomó 4 semanas sabáticas para dar clases en el Williams College, en Massachusetts. Antes de la partida, Grissom había demostrado notorios signos de agotamiento, sin embargo, tras su vuelta aparece recuperado, confesándole a Warrick Brown que había extrañado Las Vegas. Tras la dimisión de Sara Sidle, su novia, y el asesinato de Warrick Brown, su agotamiento pareció resurgir. Esto es particularmente evidente luego de expresar un profundo pesar en la resolución de un caso particularmente deprimente.
Grissom anunció su retiro del equipo cuando tenía pruebas de que "Dick and Jane", un asesino en serie con dos cadenas perpetuas por cumplir, no había actuado solo, y que su cómplice había comenzado a asesinar de nuevo. En lugar de dejar el caso incompleto, Grissom se mantuvo en él y lo ayudó a resolver, y en última instancia, resultó fundamental para salvarle la vida a una mujer que habría sido una nueva víctima del asesino. Una vez cerrado el caso, Grissom, que ya se había despedido uno a uno de sus compañeros de trabajo, abandonó silenciosamente el Departamento de Policía de Las Vegas y se dirigió a Costa Rica, para reunirse con su novia Sara Sidle. A partir de la décima temporada es invitado a dar conferencias en La Sorbona.

## Trasfondo del personaje

### Evolución a través de los años
A principios de la serie Grissom destacaba por ser un científico raro, ingenioso, entusiasta y con algo de sentido del humor. Coqueteaba con regularidad y constantemente parecía estar en un estado hiperactivo. Sin embargo, cuando comenzó a perder su sentido auditivo, Grissom comenzó a perder aquella forma de ser; se irritaba con facilidad y parecía una persona inaccesible para los demás. Luego de la exitosa cirugía abandonó aquel estado, pero nunca volvió a ser el científico caprichoso de antes.

### Personalidad

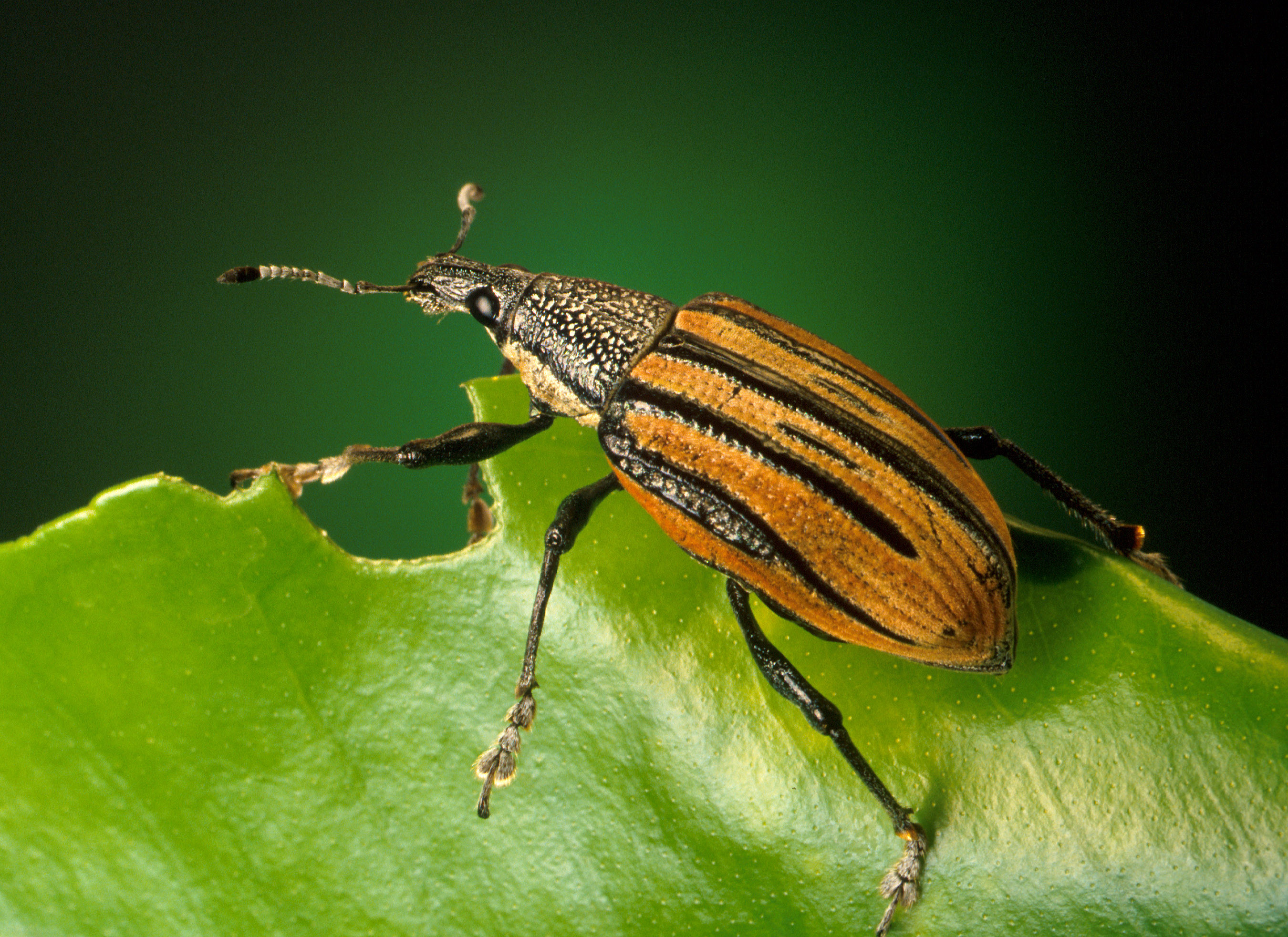
La entomología, ciencia que estudia los insectos, es la especialidad de Gil.

Grissom era un tipo educado e instruido, que prefería muchas veces su trabajo a su vida social. Sus comentarios y acciones generalmente dejaban sin habla a sus compañeros y superiores. En el departamento fue visto como un verdadero líder, llegando incluso a ser la figura paterna del equipo.
Además de ser una especie de polímata más allá de su formación profesional, en un episodio de la segunda temporada se insinúa que padece el síndrome de Asperger. Otra persona que compartía algunas características con Grissom era la CSI (y actual esposa) Sara Sidle. La propia Sara definió una vez a Grissom como una persona misántropa, cuando citó el ensayo de Henry David Thoreau, Walden.
Aunque era muy dedicado a su trabajo y a veces fue a los extremos en sus investigaciones, detestaba la política y burocracia del departamento, enojando a sus superiores y a veces sus subordinados. Catherine Willows (mano derecha de Gil) fue la persona que lo ayudaba en aquellas áreas, ya que siempre estaba tratando de hacer que "mirara más allá del microscopio".
Grissom no veía bien la idea de tener sexo con una prostituta, declarando que para él, la finalidad del sexo es crear una conexión emocional humana. También expresaba con desacuerdo el llevar un arma de fuego cuando visitaba una escena del crimen, una costumbre que le trajo más de un enfrentamiento con su compañero Jim Brass. A pesar de esto, Grissom demostró tener una precisión excepcional en el campo de tiro.
En el episodio Slaves of Las Vegas le comentó a Lady Heather algunos de sus intereses: salir de vez en cuando, leer, estudiar bichos y visitar montañas rusas para relajarse. Grissom resultó ser un hombre muy culto en muchas áreas, poseía un amplio conocimiento de historia, literatura y arte. A menudo citaba textualmente a grandes autores de la literatura como Shakespeare y Keats, entre otros. Era un aficionado del béisbol, aunque Grissom nunca estuvo familiarizado con la cultura popular. En una ocasión, su compañero Brass estaba hablando de un programa de TV que creía ya estaba "saltando sobre el tiburón", pero Grissom no conocía aquella expresión. Al tratar de explicar, Brass le preguntó si recordaba a Fonz, a lo que Grissom respondió con una negativa.
Como entomólogo, poseía un conocimiento amplio y variado de insectos, que aplicaba a sus investigaciones. Por este motivo fue apodado "The Bug Man" ("El hombre bicho"). En el comienzo del show, se refirieron a él como "Gruesome Grissom" ("Horripilante Grissom") por su fascinación morbosa a veces con los aspectos más extraños del hombre y la naturaleza. Mantenía una variedad de especímenes en su oficina, incluyendo un feto de cerdo irradiado, una tarántula, y un escorpión de dos cabezas. Tenía un listado de los casos no resueltos, como también, raras pruebas de los casos ya cerrados, un ejemplo de esto fueron las maquetas de Natalie Davis y la maqueta que él mismo realizó de su oficina. En la séptima temporada, Michael Keppler visitó la oficina de Grissom, miró a su alrededor y expresó que Gil era todo un freak. Incluso después de que su oficina fuera limpiada debido al retiro de Grissom del CSI (y más tarde haya sido reutilizada por Stokes y el resto del equipo), Hodges volvió a colocar el frasco de cerdo irradiado de Gil, quien consideró que aquel lugar era su sitio.
Cuando le preguntaban por qué era un CSI, este respondía: "Porque los muertos no pueden hablar por ellos". Esta era una de sus frases favoritas y la utilizaba con frecuencia.

## Relaciones con otros personajes
En la sexta temporada, Grissom habló con el Dr. Robbins mientras este revisaba un cadáver femenino con un disparo en la boca, Gil le comentó al doctor que por el modo de actuar del asesino, estaba bastante ligado emocionalmente a la víctima. Robbins le preguntó a Grissom si en algún momento pensó en casarse, pregunta que Grissom respondió con un inesperado sí, en segundo grado y con una chica muy interesada en bichos llamada "Nicole Daley".
Grissom inconscientemente tomó un rol de mentor con los integrantes de su equipo, con Sara Sidle cuando trabajaron en San Francisco y con Stokes, Warrick y Sanders en Las Vegas. Aunque de alguna manera le molestaba tener que protegerlos cuando se metían en líos, se mostró visiblemente orgulloso cuando uno de estos tenía éxito, por ejemplo cuando Greg pasó la prueba para ser un CSI de campo. De la misma forma, demostró su apoyo y protección cuando este se metió en líos.
Compartió una buena y sana amistad con el Dr. Al Robbins, a los que se les vio cantando en la sala de autopsias mientras procesaban el cuerpo de un músico de rock and roll. En la sexta temporada se reveló que Jim Brass le otorgó un poder judicial a Gil para que tomara todo tipo de decisiones en caso de que él no se encontrara en condiciones de hacerlo, mostrando la estrecha relación de confianza entre el policía y Gil. También demostró ser una especie de mentor, sin proponérselo, a David Hodges, quien constantemente buscaba en él su consejo y aprobación, a pesar de que no siempre lo recibía. Al enterarse de los planes de Grissom de dejar el CSI, Hodges se volvió visiblemente molesto.
Su relación con Warrick Brown tuvo aspectos de mentor/estudiante, pero Grissom lo veía como un futuro líder y un posible sucesor que conduciría al equipo cuando este ya no esté. Grissom se mostró muy dolido con la muerte del afroamericano, donde pronunció unas emocionantes palabras en su funeral, donde llegó al punto de quebrarse, situación que no se había visto en la serie.
Algunos fanes de la serie siempre esperaron ver una relación entre Grissom y Catherine Willows, quienes se dieron muestras de confianza en innumerables ocasiones, Grissom incluso le comentó que podría haber sido su esposa. Los dos nunca fueron nada más que muy buenos amigos, ya que los productores de la serie los vieron como una relación entre hermano y hermana. Catherine muchas veces animó a Grissom a ser más abierto y a tomar la opción de que su trabajo no lo absorba tanto, como también que buscara algo con Sara Sidle.
Grissom en la primera temporada tuvo ciertos coqueteos con la antropóloga forense Teri Miller y con la dueña de una casa de sado, Lady Heather.

### Sara Sidle

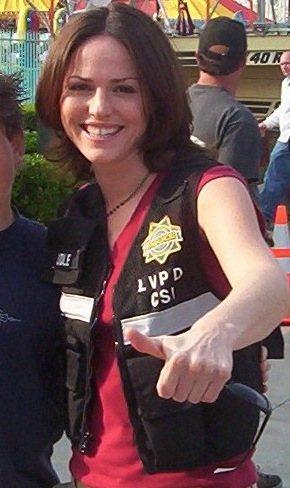
Jorja Fox es Sara Sidle, esposa de Grissom.

Desde la primera temporada de CSI hubo insinuaciones de que Sara y Grissom estuvieran interesados el uno por el otro como pareja. De hecho, los productores crearon a Sara pensando en un futuro interés de amor para Gil, pero durante las tres primeras temporadas de la serie, Grissom coqueteó con otros personajes femeninos, y cuando Sara se decidió a preguntarle si quería salir a cenar con ella, este la rechazó.
En la cuarta temporada los verdaderos sentimientos de Grissom fueron revelados en el episodio Butterflied, capítulo que se centró completamente alrededor de los sentimientos de Grissom hacia Sara. En ese entonces admitió que era incapaz de arriesgar su carrera para estar con ella. En esta temporada Sara desarrolló un problema con el alcohol, que Grissom descubrió al final de temporada. Después de esto, la relación entre ambos se tensó, y Grissom empezó a hacer muy buenas migas con la nueva detective del departamento: Sofia Curtis.
A mediados de la quinta temporada, Sara fue suspendida por insubordinación y le reveló a Gil su atormentada infancia. Este, se negó a despedirla y a partir de ahí, tomó todos sus casos de trabajo con ella, hasta las dos próximas temporadas.
No antes del final de la sexta temporada, se descubrió que Grissom y Sara poseían una relación que ya duraba 2 años. Esta revelación causó diferentes opiniones entre los críticos, algunos de ellos lo veían como el "salto al tiburón" de CSI y lo tomaron como una tentativa de incluir más drama y romance a la serie, para competir con el programa de dramas médicos Grey's Anatomy, que sale al aire al mismo tiempo en Estados Unidos. Esto fue negado por los escritores de la serie, Carol Mendelsohn dijo que ella nunca había sido capaz de ver a Grissom con otra persona que no fuera Sara, y que los escritores vieron que ya era hora para revelar la relación. Jorja Fox y William Petersen también admitieron que la relación no era nueva.
Durante toda la séptima temporada el público ya veía a Grissom y a Sara como pareja, pero esta relación fue guardado en secreto para el resto del laboratorio, hasta que Grissom se vio con la necesidad de confesarlo en el capítulo Living Doll, cuando Natalie Davis ("La asesina de las miniaturas") secuestró a Sidle. Durante la temporada 2007-2008 ellos se comprometieron, incluso Grissom le dio a entender que debieron contraer matrimonio. En la octava temporada cuando Jorja Fox deja la serie, los escritores decidieron no matar al personaje, para así dejar las puertas abiertas a una posible reaparición. Por consiguiente, Sara Sidle se sumergió en una depresión luego de haber sido secuestrada, y, aún habiendo aceptado la propuesta de matrimonio de Grissom, mostró notorios signos de agotamiento en los episodios posteriores, lo que hizo que abandonara Las Vegas y la carrera como CSI con un inesperado beso a Gil, una carta y una nota de buena suerte para Ronnie Lake (CSI temporal). En la carta ella expresaba que luego de la muerte de su padre estuvo tratando con "fantasmas", y que ahora ella tenía que marcharse para enfrentarlos, antes de que se autodestruyera.
Después del abandono de su trabajo en el CSI, Grissom decidió enfocarse en recuperar su descuidada vida privada, y es así como se le vio en busca de Sara en una selva de Costa Rica, donde finalmente sellaron su complicada historia amorosa con un apasionado beso. Sara de regreso en el CSI, revela que ella y Grissom están casados.

## Abandono del reparto
Después de que William Petersen confirmara su abandono como parte del reparto de la serie, la CBS encontró su reemplazante en Laurence Fishburne, como el Dr. Raymond Langston, reconocido actor que destaca por sus trabajos hechos en The Matrix, Misión imposible 3, 21: Blackjack, entre otras películas. Sin embargo, Petersen apareció en el último episodio de la serie como película de televisión Inmortalidad.